# Хетик (Илиноис)
Хетик (енгл. Hettick) град је у америчкој савезној држави Илиноис.

## Демографија
По попису из 2010. године број становника је 181, што је 1 (-0,5%) становника мање него 2000. године.
| Група             | 2000.        | 2010.       |
| Белци             | 182 (100,0%) | 180 (99,4%) |
| Афроамериканци    | 0 (0,0%)     | 0 (0,0%)    |
| Азијати           | 0 (0,0%)     | 0 (0,0%)    |
| Хиспаноамериканци | 0 (0,0%)     | 0 (0,0%)    |
| Укупно            | 182          | 181         |